# IG Farben

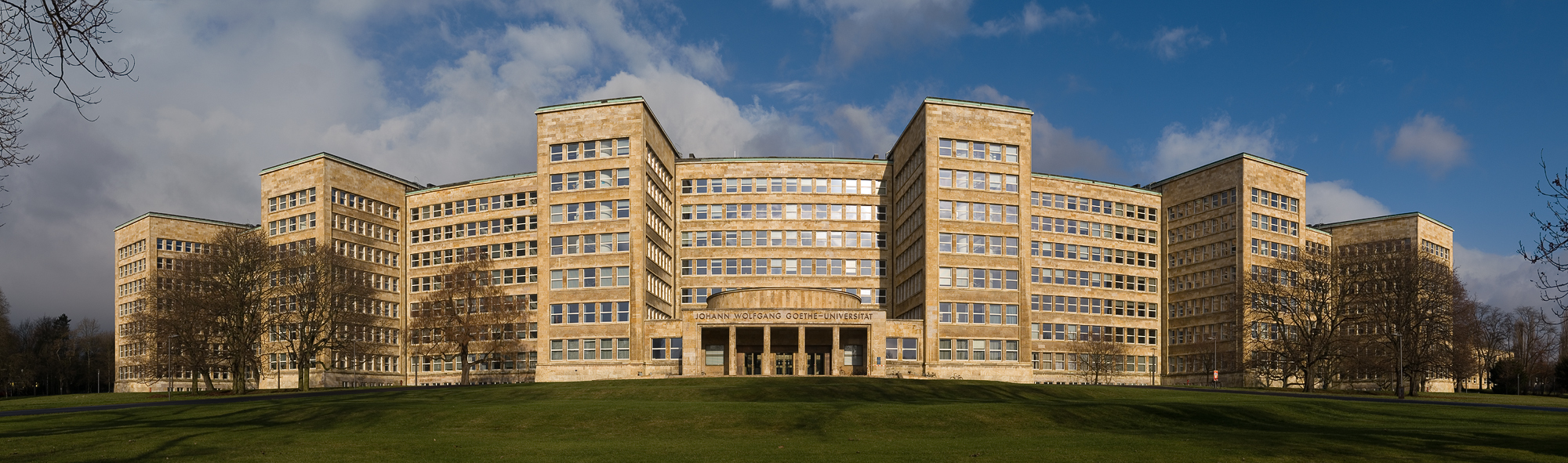
Het Poelziggebouw in Frankfurt, voormalig hoofdkantoor van Hoechst-chemie (IG Farben), nu gebruikt door de Universiteit. Ontwerper: Hans Poelzig.

IG Farben (een afkorting voor Interessen-Gemeinschaft Farbenindustrie AG) was een Duits bedrijf dat een groot aantal chemische bedrijven onder zich had. IG Farben was ontstaan tijdens de Eerste Wereldoorlog en had tijdens de naziperiode bijna een volledig monopolie op de chemische industrie in Duitsland.

## Oprichting
Het Duitse woord Farbe staat voor kleur of verfstof. Voordat de Eerste Wereldoorlog begon, had de Duitse verfindustrie bijna de hele wereldmarkt in handen. Als gevolg van de geallieerde blokkade van Duitsland tijdens deze oorlog was tegen 1918 deze vooraanstaande positie als marktleider geheel verdwenen. Gedurende de oorlog waren al verschillende chemiebedrijven samengegaan om hun positie te verbeteren. Met het samenvoegen van steeds meer bedrijven trachtte de Duitse verfstoffenindustrie weer opnieuw greep te krijgen op de naoorlogse markt. Op 2 december 1925 werd IG Farben officieel opgericht. De oorspronkelijke bezielers van het IG Farbenproject waren Carl Bosch (neef van de elektronicafabrikant Robert Bosch die ook financiële sponsor was van Hitlers partij de Nationaalsocialistische Duitse Arbeiderspartij (NSDAP)) en Carl Duisberg.
Omstreeks 1900 was IG Farben zeer innovatief en ontwikkelde nieuwe en belangrijke synthetische chemicaliën. Het Haber-Boschproces werd in 1909 door Fritz Haber en Carl Bosch ontwikkeld en in 1910 gepatenteerd. Met de ammoniak werd stikstof gemaakt wat weer diende als grondstof voor de fabricage van explosieven en kunstmest. In september 1923 had het onderzoeksteam onder leiding van Bosch benzine- en methanolsynthese door middel van hogedrukchemie, de zogenaamde Fischer-Tropschbrandstoffen, gerealiseerd. In 1926 begon IG Farben met de bouw van een grote fabriek in Leuna waar steenkool omgezet werd in benzine. De productie van synthetische rubber lag binnen handbereik waarmee de tweede wezenlijke voorwaarde voor gemotoriseerde oorlogvoering beschikbaar zou zijn. In 1933 sloot IG Farben een overeenkomst met de Duitse regering. IG Farben breidde de capaciteit van de fabriek in Leuna uit tot 350.000 ton per jaar in ruil voor een winstgarantie van de overheid.

## Nationaalsocialistische tijd
In het begin produceerden de samengevoegde bedrijven inderdaad bijna uitsluitend verfstoffen. Maar al snel werden er naast verfstoffen ook andere chemische eindproducten aan het pakket toegevoegd zoals producten of bulkgoederen voor farmacie, explosieven, kunststoffen en pesticiden. Tijdens het nationaalsocialistische regime in Duitsland werkte IG Farben nauw samen met de NSDAP. Tegen het eind van de jaren dertig behoorde het tot een van de grootste ondernemingen ter wereld met meer dan 200.000 werknemers en meer dan 1,6 miljard Reichsmark (RM) aan vaste activa.

### Zyklon B
Zo werd bijvoorbeeld het gif Zyklon B geproduceerd, dat de nazi's gebruikten om op grote schaal Joden en politieke tegenstanders te vermoorden. IG Farben hield het patent op Zyklon B, maar het werd geproduceerd door Degesch (Deutsche Gesellschaft für Schädlingsbekämpfung, in vertaling 'Duitse maatschappij voor de bestrijding van schadelijke planten en dieren'), waar IG Farben een belang van 42,2% in had. Ook zaten er managers van IG Farben in het bestuur van Degesch.

### Dwangarbeid
IG Farben maakte op grote schaal gebruik van dwangarbeid, op het hoogtepunt werkten er zo'n 83.000 mensen onder dwang aan de bouw van een fabriek nabij Auschwitz-Monowitz, waar onder meer synthetische olie en rubber zouden worden geproduceerd. Deze fabriek werd bij Auschwitz gebouwd met als voornaamste reden dat er volop 'goedkope arbeidskrachten' waren. Ook wapenfabrikant Krupp had om dezelfde redenen een enorme wapenfabriek in de nabijheid van Auschwitz. Overigens waren deze dwangarbeiders niet helemaal gratis maar moesten de fabrieken een vergoeding aan de SS betalen voor de beschikbaarstelling van 'hun' gevangenen. Voor geschoolde gevangenen rekende de SS 4 RM per dag, ongeschoolden 3 RM per dag en 1,5 RM per dag voor kinderen. De gemiddelde levensverwachting voor een dwangarbeider bij IG Farben was 3 tot 4 maanden. Iemand die ziek werd of gewond bij een van de vele ongevallen op het werk werd overgeplaatst naar 'Birkenau' (de officiële naam was Auschwitz II-Birkenau) het vernietigingskamp van het Auschwitz-complex.
Britse krijgsgevangenen, met een apart kamp (E715) en wat betere omstandigheden, en in hun eigen uniform, moesten er ook werken.

## Na de Tweede Wereldoorlog
Nadat Duitsland de Tweede Wereldoorlog had verloren, werden 23 leidinggevenden door de Amerikanen vervolgd in het IG Farbenproces tijdens de Processen van Neurenberg; twaalf personen werden uiteindelijk veroordeeld. 
Aanvankelijk overwogen de geallieerden de bezittingen van IG Farben te confisqueren en het bedrijf op te doeken. Na enige discussie werd in 1951 besloten om het bedrijf opnieuw op te splitsen in de oorspronkelijke kleine en grotere bedrijven die IG Farben hadden gevormd. Vandaag de dag bestaan alleen nog als zelfstandige bedrijven Agfa, BASF en Bayer. Hoechst is gefuseerd met het Franse Rhône-Poulenc Rorer en ging verder als Aventis. Aventis werd in 2005 overgenomen door Sanofi-Synthélabo en werd daarmee een onderdeel van Sanofi.
Het overkoepelende IG Farben bleef verder bestaan als een holding die de lopende financiële zaken van het voormalige concern moest afhandelen waarna het uiteindelijk opgeheven zou moeten worden. Al snel werden de oorspronkelijke kleine bedrijven opgekocht door de vier grootste die uit de opsplitsing voortgekomen waren. En omdat de holding uit de oorlog nog bestond werd de verantwoordelijkheid voor de tijdens het nazi-regime gepleegde misdaden van het bedrijf door de afgesplitste kleinere bedrijven handig afgewenteld op deze holding. Hierdoor was het zeer moeilijk voor de voormalige dwangarbeiders, en/of hun nakomelingen, om schadevergoeding te verkrijgen voor het aangedane leed. IG Farben bleef dus bestaan als gevolmachtigd bedrijf, met wat onroerend goed als bezit, en is sinds 10 november 2003 officieel failliet verklaard. Ondanks dit faillissement waren de aandelen IG Farben nog tot 9 maart 2012 op de Duitse beurs verhandelbaar. Op 13 oktober 2012 werd eindelijk de handel gestaakt en werd het bedrijf uit het handelsregister geschrapt en was het bedrijf IG Farben, ruim zestig jaar na de opsplitsing van het bedrijf, echt verdwenen.

## Opvolgende bedrijven
- Agfa (Agfa-Gevaert)
- Cassella verffabriek Mainkur, Frankfurt a.d. Main
- BASF (Badische Anilin und Soda Fabrik)
- Bayer
- Hoechst
- Evonik Industries (opvolgster van: Chemische fabriek Hüls AG; locatie: Marl)
- Kalle (Chemische fabriek Kalle & Co, Wiesbaden-Biebrich)

en verscheidene kleinere bedrijven.